# Bongo Cha-Cha-Cha
Bongo Cha-Cha-Cha ist ein von Ernst Bader, Ralf Arnie und Werner Müller geschriebener Schlager aus dem Jahr 1958, der von der Sängerin und Schauspielerin Caterina Valente zusammen mit ihrem Bruder Silvio Francesco und dem RIAS Tanzorchester unter der Leitung von Werner Müller in dem Film Du bist wunderbar auf Deutsch gesungen wird. Veröffentlicht wurde es später auf Deutsch und Italienisch, wobei die italienische Version 2019 in dem Film Spider-Man: Far From Home eingesetzt wurde und in der Folge als beliebtes Meme in sozialen Netzwerken aufgegriffen wurde.
Das Lied ist als typischer Cha-Cha-Cha geschrieben und entsprechend im 4⁄4-Takt gehalten.

## Hintergrund und Veröffentlichung
Bongo Cha-Cha-Cha wurde im Film Du bist wunderbar aus dem Jahr 1959 von Valente mit ihrem Bruder Francesco und dem RIAS Tanzorchester unter der Leitung von Werner Müller gesungen und im gleichen Jahr als Single bei Decca Records in Italien und Deutschland auf Italienisch veröffentlicht. Die B-Seite war das Lied Guardando il cielo, die italienische Version des ebenfalls aus dem Film stammenden Liedes Schau ich zum Himmelszelt. Im gleichen Jahr erschien das Lied auch als B-Seite zu Sweet-Sweetheart in Deutschland. Bereits 1958 erschien das Lied Bongo Cha-Cha-Cha auf der EP Es war in Portugal im Mai von Caterina und Silvio.
Schau ich zum Himmelszelt wurde im gleichen Jahr ebenfalls als Single veröffentlicht und konnte sich in den deutschen Singlecharts bis auf Platz 18 platzieren. Bongo Cha-Cha-Cha konnte sich dagegen nicht platzieren. Beide Lieder erschienen zudem auf dem Album Rendezvous International – Du bist Wunderbar, das ebenfalls im Jahr 1959 veröffentlicht wurde.

## Rezeption und Coverversionen
Bongo Cha-Cha-Cha wurde nach dem Erscheinen des Films und der Single in den frühen 1960er Jahren vereinzelt gecovert. 1960 erschien etwa die gleichnamige Single des italienischen Projekts Franco e i "G.5" von Franco Rosselli, das in den 1960ern mit Calypso- und Cha-Cha-Cha-Liedern in Italien populär war. 1962 erschien das Lied auf Serbokroatisch von der jugoslawischen Sängerin Ljiljana Petrović und 1964 sang Rayna Deneva das Lied auf Bulgarisch unter dem Titel Bongola (Бонгола).
Im Jahr 2019 wurde das Lied im Soundtrack des Marvel-Films Spider-Man: Far From Home eingesetzt und entwickelte sich in der Folge zu einem beliebten Mem in sozialen Netzwerken wie TikTok und Instagram, wo Personen nach dem Lied tanzen. 2021 erschienen einige weitere Cover-Versionen des Liedes, die dies aufgreifen und das Lied als Discoversionen aufbereiten. Zu den bekanntesten gehören Versionen von El Profesor, den Goodboys oder den Disco Pirates.